# 백무선
백무선(白茂線)은 량강도 백암군의 백암청년역과 함경북도 무산군의 무산역을 연결하는 철도 노선이다. 연선의 고도 변화가 급해서 협궤로 지어졌으며, 유곡~라적~삼유 구간에는 남한에서는 사라진 스위치백도 있다.

## 노선 정보
- 구간과 거리 : 백암청년역~무산역 191.7km
- 역 수 : 28개 (양 끝역 포함)
- 궤도 : 762mm(협궤)
- 전철화 구간 : 백암청년역~유곡역(직류 3000V)
- 복선 구간 : 없음
- 폐역 정보

- 하경평역(下鏡坪驛) : 백암청년역 기점 96.1km 지점에 존재하였음.
- 함북신장역(咸北新章驛) : 백암청년역 기점 143.4km 지점에 존재하였음.
- 독소역(篤所驛) : 백암청년역 기점 186.0km 지점에 존재하였음.

## 역사
조선 총독부는 한반도 전역에 국유 철도망을 건설하는 '조선 철도 12년 계획'을 1927년에 입안하는데, 백무선은 해당 계획에 없던 노선이나 원목 수송을 위하여 건설이 결정되었다.
1934년 9월에는 백암역에서 산양대역까지가 개통되었다. 이듬해 9월에는 산양대역에서 연암역까지가 개통되고, 1936년 10월에는 유평동역까지 연장되었다. 1939년 10월에는 유평동역에서 연사역까지의 구간에서 영업을 개시하였고, 1944년 12월 무산역까지가 준공됨으로써 전 구간이 완공되었다.

### 연혁
- 1932년 11월 16일 : 백암역에서 착공
- 1934년 9월 1일 : 백암-산양대 간 영업 개시[5]
- 1935년 9월 1일 : 산양대-연암 간 영업 개시[6]
- 1936년 10월 15일 : 연암-유평동 간 영업 개시[7]
- 1939년 10월 1일 : 유평동-연사 간 영업 개시[8]
- 1944년 12월 1일 : 연사-무산 간 영업 개시[9], 전 구간 완공
- 1945년 이후 : 백암역을 백암청년역으로, 함북신장역을 신장역으로, 함북문암역을 두암역, 신양역을 삼유역으로 개칭
- 1991년 8월 : 백암청년-유곡 간 전철화 완공[10]

## 역 목록
1945년의 목록이다.
| 역명     | 한자 역명 | 역간거리 (km) | 영업거리 (km) | 접속 노선 | 소재지 (1945년 당시) | 소재지 (1945년 당시) | 소재지 (1945년 당시) | 소재지 (현재) | 소재지 (현재) |
| -------- | --------- | ------------- | ------------- | --------- | -------------------- | -------------------- | -------------------- | ------------- | ------------- |
| 백암     | 白岩      | 0.0           | 0.0           | 혜산선    | 함경북도             | 길주군               | 양사면               | 량강도        | 백암군        |
| 대택     | 大澤      | 6.5           | 6.5           |           | 함경북도             | 길주군               | 양사면               | 량강도        | 백암군        |
| 북계수   | 北溪水    | 5.4           | 11.9          |           | 함경북도             | 무산군               | 삼사면               | 량강도        | 백암군        |
| 도내     | 島內      | 12.3          | 24.2          |           | 함경북도             | 무산군               | 삼사면               | 량강도        | 백암군        |
| 상황토   | 上黃土    | 5.0           | 29.2          |           | 함경북도             | 무산군               | 삼사면               | 량강도        | 백암군        |
| 산양대   | 山羊台    | 4.6           | 33.8          |           | 함경북도             | 무산군               | 삼사면               | 량강도        | 백암군        |
| 서두     | 西頭      | 6.7           | 40.5          |           | 함경북도             | 무산군               | 삼사면               | 량강도        | 백암군        |
| 연평     | 延坪      | 6.6           | 47.1          |           | 함경북도             | 무산군               | 삼사면               | 량강도        | 백암군        |
| 연암     | 延岩      | 8.8           | 55.9          |           | 함경북도             | 무산군               | 삼사면               | 량강도        | 백암군        |
| 굴송     | 屈松      | 2.5           | 58.4          |           | 함경북도             | 무산군               | 삼사면               | 량강도        | 백암군        |
| 상단     | 上坍      | 5.1           | 63.5          |           | 함경북도             | 무산군               | 삼사면               | 량강도        | 백암군        |
| 삼사     | 三社      | 5.1           | 68.6          |           | 함경북도             | 무산군               | 삼사면               | 량강도        | 백암군        |
| 천수     | 天水      | 8.8           | 77.4          |           | 함경북도             | 무산군               | 삼사면               | 량강도        | 백암군        |
| 하황토   | 下黃土    | 8.6           | 86.0          |           | 함경북도             | 무산군               | 삼사면               | 량강도        | 백암군        |
| 상경평   | 上境坪    | 4.1           | 90.1          |           | 함경북도             | 무산군               | 삼사면               | 량강도        | 백암군        |
| 하경평   | 下境坪    | 6.0           | 96.1          |           | 함경북도             | 무산군               | 삼사면               | 량강도        | 백암군        |
| 유평동   | 楡坪洞    | 4.4           | 100.5         |           | 함경북도             | 무산군               | 삼사면               | 량강도        | 백암군        |
| 유곡     | 楡谷      | 10.5          | 111.0         |           | 함경북도             | 무산군               | 삼사면               | 량강도        | 백암군        |
| 라적     | 羅跡      | 6.4           | 117.4         |           | 함경북도             | 무산군               | 연사면               | 함경북도      | 연사군        |
| 신양     | 新陽      | 9.5           | 126.9         |           | 함경북도             | 무산군               | 연사면               | 함경북도      | 연사군        |
| 소도     | 小桃      | 2.6           | 129.5         |           | 함경북도             | 무산군               | 연사면               | 함경북도      | 연사군        |
| 연사     | 延社      | 9.1           | 138.6         |           | 함경북도             | 무산군               | 연사면               | 함경북도      | 연사군        |
| 함북신장 | 咸北新章  | 4.8           | 143.4         |           | 함경북도             | 무산군               | 연사면               | 함경북도      | 연사군        |
| 연수     | 延水      | 6.7           | 150.1         |           | 함경북도             | 무산군               | 연사면               | 함경북도      | 연사군        |
| 함북문암 | 咸北文岩  | 8.3           | 158.4         |           | 함경북도             | 무산군               | 연상면               | 함경북도      | 무산군        |
| 연상     | 延上      | 6.4           | 164.8         |           | 함경북도             | 무산군               | 연상면               | 함경북도      | 무산군        |
| 흥암     | 興岩      | 9.3           | 174.1         |           | 함경북도             | 무산군               | 서하면               | 함경북도      | 무산군        |
| 남촌     | 南村      | 7.1           | 181.2         |           | 함경북도             | 무산군               | 서하면               | 함경북도      | 무산군        |
| 독소     | 篤所      | 4.8           | 186.0         |           | 함경북도             | 무산군               | 무산읍               | 함경북도      | 무산군        |
| 무산     | 茂山      | 5.7           | 191.7         | 무산선    | 함경북도             | 무산군               | 무산읍               | 함경북도      | 무산군        |

## 관련 문화
- 시인 이용악은 눈이 내리는 백무선의 연선 풍경을 소재로 시 〈그리움〉을 창작하였다.

## 참고 문헌
- 고쿠부 하야토(国分隼人), 《将軍様の鉄道 北朝鮮鉄道事情》, 新潮社, 2007, ISBN 978-4-10-303731-6
- 鉄道省 編, 《鉄道停車場一覧. 昭和12年10月1日現在》, 1937, p502~503
- 한국철도공사, 《철도주요연표 2010》, 2010